# Rester Vivant Tour
Albums par Johnny Hallyday
De l'amour
(2015) Mon pays c'est l'amour
(2018)
Lives par Johnny Hallyday
Johnny Hallyday Born Rocker Tour
(2013) Les Vieilles Canailles Le Live
(2019 / posthume)
Rester Vivant Tour est le 29e album live — le 6e chez Warner — de Johnny Hallyday. Il sort le 21 octobre 2016.
L'opus est le dernier album enregistré en public de Johnny Hallyday sorti de son vivant. Le chanteur décède le 5 décembre 2017, durant sa carrière ante-mortem, il a notamment produit 81 albums (50 albums studios plus 2 exclusivement pour le marché étranger et 29 lives), de 1960 à 2017.

## Histoire
Le 2 juillet 2015 Johnny Hallyday lance son Rester vivant tour ; la tournée se prolonge durant l'automne 2015 [...], puis durant l'hiver-printemps 2016 [...], pour s'achever le 21 juillet 2016 au Théâtre antique de Vienne . La tournée passe dans toute la France et notamment à Bercy en novembre 2015 et février 2016 et à Bruxelles les 26 et 27 mars 2016, quatre jours après les attentats qui ont frappé la capitale belge. La représentation du 26 mars est retransmise en direct dans de nombreuses salles de cinéma et est celle captée sur l'album live; le DVD qui en découle est réalisé par François Goetghebeur.
Le récital revisite nombres de chansons n'ayant plus été reprises depuis longtemps : Tomber c'est facile (1972), J'ai besoin d'un ami (1973), J'ai pleuré sur ma guitare, Nadine (1974), ou encore Je suis victime de l'amour (1982). Plusieurs standards se mêlent à des titres plus récents issus de l'album de 2014 Rester Vivant (auquel le spectacle emprunte le nom) et où s'ajoutent à partir de l'automne des morceaux extrait du nouvel album (De l'amour, Mon cœur qui bat, Dans la peau de Mike Brown, Un dimanche de janvier). Durant la période du 2 juillet 2015 au 21 juillet 2016, Johnny Hallyday donne 90 représentations du Rester Vivant Tour (qui demeure la dernière tournée solo de l'artiste) ; en 2017, sur scène avec Jacques Dutronc et Eddy Mitchell, il effectue sa dernière tournée au sein des Vieilles Canailles.

## Autour de l'album
21 octobre 2016 :
- Double CD, 28 titres, référence originale : Warner 0190295923686
- Triple CD, 28 titres + 15 titres bonus enregistrés en live durant la tournée, référence originale : Warner 0190295923631
- Triple vinyle 33 tours, 28 titres, référence originale : 0190295923624

25 novembre 2016 :
- coffret DVD-triple CD, référence originale Warner 0190295923570 ; le CD 3 comprend 16 pistes et inclut le titre inédit à la scène Tomber c'est facile (extrait de l'album Country, Folk, Rock).

Durant le Rester Vivant tour, Johnny Hallyday a chanté 48 titres différents ; 43 sont édités. Les titres Rock'n'roll man, Mon p'tit loup (ça va faire mal), Derrière l'amour, I Got a Woman et Hey Joe ont également été interprétés au cours de la tournée.
Le 2 novembre 2016, le titre Hey Joe (absent dans les différentes éditions), est offert en téléchargement sur Internet.
Il s'agit de la meilleure vente d'album live de l'année 2016, avec plus de 50 000 exemplaires écoulés.

## Titres
- CD 1

| 1.  | Introduction (instrumental)                  |                                                | Yarol Poupaud                                  |  |
| 2.  | Rester vivant                                | Isabelle Bernal                                | Yarol Poupaud                                  |  |
| 3.  | O Carole (Carol)                             | Manou Roblin (adaptation)                      | Chuck Berry                                    |  |
| 4.  | Noir c'est noir (Black Is Black)             | Georges Aber (adaptation)                      | Mark Pasquin, Anthony Hayes, Steve Wadey       |  |
| 5.  | Requiem pour un fou                          | Gilles Thibaut                                 | Gérard Layani                                  |  |
| 6.  | J'ai pleuré sur ma guitare (Loving Arms)     | Michel Mallory (adaptation)                    | Tom Jans                                       |  |
| 7.  | Au café de l'avenir                          | Pierre Jouishomme, Jean-Michel Borne, Yodelice | Pierre Jouishomme, Jean-Michel Borne, Yodelice |  |
| 8.  | Oh ! Ma jolie Sarah                          | Philippe Labro                                 | Mick Jones, Tommy Brown                        |  |
| 9.  | Quelque chose de Tennessee                   | Michel Berger                                  | Michel Berger                                  |  |
| 10. | Gabrielle (The King Is Dead)                 | Long Chris, Patrick Larue (adaptation)         | Tony Cole (musician) (en)                      |  |
| 11. | De l'amour                                   | Christophe Miossec                             | Yodelice                                       |  |
| 12. | La fille de l'été dernier (Summertime Blues) | Long Chris (adaptation)                        | Eddie Cochran, Jerry Capehart                  |  |
| 13. | Mystery Train                                | Junior Parker, Sam Phillips                    | Junior Parker, Sam Phillips                    |  |
| 14. | Blue Suede Shoes                             | Carl Perkins                                   | Carl Perkins                                   |  |
| 15. | Je te promets                                | Jean-Jacques Goldman                           | Jean-Jacques Goldman                           |  |
| 16. | L'Envie                                      | Jean-Jacques Goldman                           | Jean-Jacques Goldman                           |  |

- CD2

| 1.  | Fils de personne (en duo avec Yarol Poupaud) (Fortunate Son) | Philippe Labro (adaptation)             | John Fogerty                    |  |
| 2.  | Le Pénitencier (The House of the Rising Sun)                 | Vline Buggy, Hugues Aufray (adaptation) | Alan Price                      |  |
| 3.  | Mon cœur qui bat (en duo avec Yodelice)                      | Christophe Miossec                      | Yodelice                        |  |
| 4.  | Ma gueule                                                    | Gilles Thibaut                          | Philippe Bretonnière            |  |
| 5.  | L'Idole des jeunes (Teenage idol)                            | Ralph Bernet (adaptation)               | Jack Lewis                      |  |
| 6.  | Seul                                                         | Isabelle Bernal                         | David Ford, Andy Hill           |  |
| 7.  | Nadine (Nadine, Is It You)                                   | Long Chris (adaptation)                 | Chuck Berry                     |  |
| 8.  | Que je t'aime                                                | Gilles Thibaut                          | Jean Renard                     |  |
| 9.  | Allumer le feu                                               | Zazie                                   | Pascal Obispo, Pierre Jaconelli |  |
| 10. | Je suis victime de l'amour (Victim Of Romance)               | Georges Aber (adaptation)               | Moon Martin                     |  |
| 11. | La Musique que j'aime                                        | Michel Mallory                          | Johnny Hallyday                 |  |
| 12. | Quand on n'a que l'amour                                     | Jacques Brel                            | Jacques Brel                    |  |

- CD 3 Titres bonus, enregistrés durant la tournée :

| 1.  | Je veux te graver dans ma vie (Got to Get You into My Life) | Long Chris (adaptation)                | Paul McCartney, John Lennon            |  |
| 2.  | J'ai oublié de vivre                                        | Pierre Billon                          | Jacques Revaux                         |  |
| 3.  | La terre promise (Promised Land)                            | Michel Mallory (adaptation)            | Chuck Berry                            |  |
| 4.  | I'm Left You're Right She's Gone (en)                       | Stanleva Kesler, William Eugene Taylor | Stanleva Kesler, William Eugene Taylor |  |
| 5.  | I'm Gonna Sit Right Down and Cry (Over You)                 | Joe Thomas                             | Howard Biggs                           |  |
| 6.  | Be-Bop-A-Lula                                               | Gene Vincent, Tex Davis                | Gene Vincent, Tex Davis                |  |
| 7.  | Elle est terrible (Somethin' Else)                          | Jil et Jan (adaptation)                | Sharon Sheeley, Bob Cochran            |  |
| 8.  | Le Bon Temps du rock and roll (Old Time Rock and Roll)      | Michel Mallory (adaptation)            | Georges Jackson, Thomas Jones          |  |
| 9.  | J'ai besoin d'un ami                                        | Michel Mallory                         | Johnny Hallyday                        |  |
| 11. | J'la croise tous les matins                                 | Jean-Jacques Goldman                   | Jean-Jacques Goldman                   |  |
| 12. | Jusqu'à minuit (In The Midnight Hour)                       | Georges Aber (adaptation)              | Steven Lee Cropper, Wilson Pickett     |  |
| 13. | Dégage (Slow Down)                                          | Long Chris (adaptation)                | Larry Williams                         |  |
| 14. | Te manquer                                                  | Jeanne Cherhal                         | Yodelice                               |  |
| 15. | Un dimanche de janvier                                      | Jeanne Cherhal                         | Yodelice                               |  |
| 16. | Tomber c'est facile (Ain't Hard To Stumble)                 | Ralph Bernet (adaptation)              | David B. Rivkin                        |  |

## Musiciens
- Direction musicale : Yarol Poupaud
- Batterie : Geoff Dugmore (en)
- Basse : Laurent Vernerey
- Guitares : Yarol Poupaud, Robin Le Mesurier, Philippe Almosnino, ainsi que la participation de Yodelice (uniquement sur les titres De l'amour et Mon cœur qui bat)
- Harmonica : Greg Zlap
- Piano, Claviers : Alain Lanty
- Orgue : Jean-Max Mery
- Chœurs : Amy Keys (en), Carmel Helene, Erick Filey, Stefan Filey
- Saxophone ténor : David Mc Murray
- Saxophone baryton : Allen Hoist
- Trompette : Renaud Gensane
- Trombone : Thomas Henning